# Semakivți, Horodenka
Semakivți (în ucraineană Семаківці) este o comună în raionul Horodenka, regiunea Ivano-Frankivsk, Ucraina, formată numai din satul de reședință.

## Demografie
Componența lingvistică a comunei Semakivți
     Ucraineană (99,67%)
     Alte limbi (0,34%)
Conform recensământului din 2001, majoritatea populației comunei Semakivți era vorbitoare de ucraineană (99,67%), existând în minoritate și vorbitori de alte limbi.

## Personalități născute aici
- Mykolai Cearnețchi (1884 - 1959), călugăr, victimă a represiunii staliniste, sanctificat.